# Sohail Abbas
Sohail Abbas (Urdu: سُہيل عبّاس) (Karachi, 9 juni 1977) is een Pakistaans veldhockeyer en strafcornerspecialist. Momenteel is hij de houder van het wereldrecord meeste goals in internationaal verband.
In 1999 kwam hij naar Hockeyclub Amsterdam om het eerste team te versterken. Hij is vooral bekend geworden door zijn succesvolle sleeppush. Op 19 april 2000 speelde Amsterdam de derde wedstrijd in de halve finale play off's ogen Den Bosch. Kort voor tijd kreeg Amsterdam bij 2-2 een strafcorner. Suhail pushte de bal zo hard binnen da deze door de achterstaande er weer uit zette. De scheidsrechter Peter Elffers dacht dat de bal op de paal kwam. Terwijl de spelers van Amsterdam het doelpunt vierden, ging het spel door en werd er 2 minuten voor tijd een strafbal aan Den Bosch toegekend. Deze ging er in waardoor Den Bosch door ging naar de finale. Door dit voorval zijn de regels veranderd en dienen de doelen voortaan voorzien te worden van vrije netophanging.
Sinds 2005 speelt Abbas samen met landgenoot en vriend Waseem Ahmad bij HC Rotterdam met wie hij tevens promoveerde naar de hoofdklasse in het seizoen 2004/05. Nadien haalde hij met die club in 2007 voor het eerst de play-offs en plaatste het zich voor de Euro Hockey League. Abbas speelde tot dusver 258 interlands voor het Pakistaans nationale team waarin hij 280 keer doel trof. Vrijwel allemaal gescoord met de strafcorner, waarbij hij verwoestend uithaalt met de sleeppush. Op het veld fungeert Abbas als verdediger.